# 1803 en Grèce ottomane
Chronologie de la Grèce ottomane
- 1799
- 1800
- 1801
- 1802
- 1803
- 1804
- 1805
- 1806
- 1807

Cette page concerne les évènements survenus en 1803 en Grèce ottomane  :

## Événement
- Invasion ottomane du Magne
- Guerre souliote (en)
- 16 décembre : Suicide collectif  de femmes souliotes et de leurs enfants, appelé la danse de Zálongo.

## Naissance
- Jacques Ier d'Alexandrie, pape et patriarche orthodoxe d'Alexandrie et de toute l'Afrique.
- Artémios Míchos (el), militaire.
- Nikólaos Mykónios (el), militaire.

## Décès
- Spyrídon Geórgios Theotókis (el), professeur d'université et personnalité politique.